# 21 (număr)
21 (douăzeci și unu) este numărul natural care urmează după 20 și precede pe 22 într-un șir crescător de numere naturale.

## În matematică
- Este un număr compus.[1][2]
- Este un număr semiprim.[3][4]
- Este un număr deficient.[5][6]
- Este un număr Blum[7][8] deoarece divizorii săi sunt numere prime gaussiene.
- Este un număr briliant.[9][10] deoarece este un produs de numere prime având același număr de cifre.
- Este un număr Fibonacci.[11][12] Este cel mai mic exemplu netrivial al unui număr Fibonacci ale cărui cifre sunt și ele numere Fibonacci și a căror sumă este, de asemenea, un număr Fibonacci.
- Este un număr harshad în baza 10.[13][14]
- Este un număr Mian-Chowla.[15][16]
- Este un număr Motzkin.[17][18]
- Este un număr triunghiular.[19][20]
- Este un număr octogonal.[21][22]
- Face parte din șirul Padovan.[23][24]
- Este un număr palindromic[25][26] în bazele 2 (101012), 4 (1114), 6 (336) și 20 (1120).
- Este un număr repdigit[27] în bazele 4 (1114), 6 (336) și 20 (1120).
- Este un număr repunit[28][29] în baza 4 (1114).

## În știință

### În astronomie
- Obiectul NGC 21 din New General Catalogue este o galaxie spirală cu o magnitudine 12,8 în constelația Andromeda.
- 21 Lutetia este un asteroid din centura principală.
- 21P/Giacobini-Zinner este o cometă periodică din sistemul solar.

## În alte domenii
21 se poate referi la:
- Codul de țară UIC al Belarusului.[30]
- Vârsta majoratului în unele țări. Vârsta minimă în unele țări la care se obțin unele drepturi, de exemplu de a vota, de a cumpăra băutură, tutun, arme și muniții, de a fi instructor auto, de a conduce motociclete cu motoare mari.